# Уайзман, Маргарет
Ма́ргарет Уа́йзман (англ. Margaret Wiseman) — шотландская кёрлингистка.
В составе женской команды Шотландии бронзовый призёр чемпионата мира 1982 и чемпионата Европы 1978. Чемпионка Шотландии среди женщин.
Играла на позициях первого.

## Достижения
- Чемпионат мира по кёрлингу среди женщин: бронза (1982).
- Чемпионат Европы по кёрлингу: бронза (1978).
- Чемпионат Шотландии по кёрлингу среди женщин: золото (1978, 1982).

## Команды
| Сезон   | Четвёртый       | Третий          | Второй          | Первый           | Турниры            |
| ------- | --------------- | --------------- | --------------- | ---------------- | ------------------ |
| 1977—78 | Изобель Торранс | Изобель Уодделл | Мэрион Армор    | Маргарет Уайзман | ЧШЖ 1978           |
| 1978—79 | Изобель Торранс | Мэрион Армор    | Изобель Уодделл | Маргарет Уайзман | ЧЕ 1978            |
| 1981—82 | Изобель Торранс | Изобель Уодделл | Мэрион Армор    | Маргарет Уайзман | ЧШЖ 1982 · ЧМ 1982 |
| 1982—83 | Изобель Торранс | Изобель Уодделл | Мэрион Армор    | Маргарет Уайзман | ЧЕ 1982 (7 место)  |

(скипы выделены полужирным шрифтом)